# Rin Kaiho
 (août 2020).
Si vous disposez d'ouvrages ou d'articles de référence ou si vous connaissez des sites web de qualité traitant du thème abordé ici, merci de compléter l'article en donnant les références utiles à sa vérifiabilité et en les liant à la section « Notes et références ».
Rin Kaiho (林海峰; Pinyin: Lín Hǎifēng), né le 6 mai 1942) à Shanghai, est un joueur de go professionnel japonais. Avec Cho Chikun, Kobayashi Koichi, Otake Hideo, Takemiya Masaki et Kato Masao, il fait partie du groupe de joueurs surnommés les Six Supers qui ont dominé la scène du Go japonais durant les trois dernières décennies du XXe siècle.

## Titres
| Titre                 | Années                               |
| --------------------- | ------------------------------------ |
| Titres nationaux      | 33                                   |
| Meijin                | 1965 - 1967, 1969, 1971 - 1973, 1977 |
| Honinbo               | 1968 - 1970, 1983, 1984              |
| Judan                 | 1975                                 |
| Tengen                | 1989 - 1993                          |
| Oza                   | 1973                                 |
| Gosei                 | 1994                                 |
| Coupe NEC             | 1989                                 |
| Coupe NHK             | 1970, 1974, 1978                     |
| Kakusei               | 1979, 1992, 1998                     |
| Championnat d'Hayago  | 1984, 1987                           |
| Asashi Pro Best Ten   | 1966, 1974                           |
| Titres internationaux | 3                                    |
| Tengen Chine-Japon    | 1990, 1991                           |
| Coupe Fujitsu         | 1990                                 |